# Gao Pei
Gao Pei – chińska zapaśniczka w stylu wolnym, Brązowa medalistka mistrzostw Azji w 2006 roku.